# Chivacoa
Chivacoa – miasto w Wenezueli, w stanie Yaracuy, siedziba gminy Bruzual.
Według danych szacunkowych na rok 2010 liczy 72 295 mieszkańców..